# Minds
Minds es una red social basada en blockchain. Los usuarios pueden ganar dinero o criptomonedas a través del uso del sitio, y los tokens se pueden usar para destacar sus publicaciones o financiar colectivamente a otros usuarios.
Minds ha sido descrito como más enfocado en la privacidad que las principales redes sociales. Engadget y Vice han criticado a Minds por su preponderancia en usuarios y contenidos de extrema derecha.

## Historia
Minds fue cofundada en 2011 por Bill Ottman y John Ottman como una alternativa a las redes sociales como Facebook, que los fundadores creían que abusaban de sus usuarios a través de "espionaje, minería de datos, manipulación de algoritmos y no participación en los ingresos". Otros cofundadores fueron Mark Harding, Ian Crossland y Jack Ottman. Minds se lanzó al público en junio de 2015.
Una página de Facebook afiliada al grupo hacktivista Anonymous alentó a sus seguidores a apoyar a Minds en 2015, y pidió a los desarrolladores que contribuyan al código fuente abierto del servicio.
En 2018, más de 150.000 usuarios vietnamitas se unieron a Minds después del temor de que Facebook cumpliera con una nueva ley que le exigía eliminar la disidencia política y divulgar los datos de los usuarios al gobierno vietnamita. A partir de mayo de 2020, más de 250.000 usuarios tailandeses se unieron al sitio tras las crecientes preocupaciones sobre la privacidad en Twitter, que había sido ampliamente utilizado para el activismo político.

## Funcionamiento
Minds funciona como sitio web, como una aplicación de escritorio y como una aplicación móvil. La plataforma premia a sus usuarios con tokens de la criptomoneda Ethereum, según el nivel de participación que éstos tengan en el sitio. Éstos tokens pueden usarse para promover el contenido o para financiar a otros usuarios a través de suscripciones mensuales. Los tokens pueden también ser comprados y cambiados por dinero estándar. Minds ofrece una suscripción premium mensual que da a los usuarios acceso a contenido exclusivo, la capacidad de verificar la cuenta, y de quitar el contenido promocionado de su muro.
El contenido en Minds aparece en orden cronológico inverso, a diferencia de muchas otras plataformas que usan algoritmos de clasificación más complejos y a menudo secretos para determinar qué contenido mostrar.
Minds ha sido descrita como una plataforma de tecnología alternativa, junto a otros servicios que incluyen Parler, Gab, BitChute, y MeWe.

### Privacidad y seguridad
Minds ha sido descrito como más privado que sus competidores. Todos los mensajes enviados entre sus usuarios están cifrados de extremo a extremo, lo que significa que incluso aquellos que trabajan para la empresa no pueden leer su contenido. Minds también es de código abierto, por lo que su código fuente puede auditarse libremente para detectar vulnerabilidades u otros problemas de privacidad. Además, los usuarios tienen la opción de registrarse de forma anónima.
En 2015, un consultor de seguridad informática publicó en una lista de correo diciendo que el cliente de Minds estaba aceptando claves de cifrado sin verificación de identidad, que estaba usando su propio protocolo de criptografía y que éste era débil. Días antes, una empresa de seguridad había publicado una revelación completa mostrando que podían eliminar cualquier mensaje, editar el perfil de cualquier usuario y subir archivos arbitrarios al sitio. Mark Harding, CTO de Minds, negó las afirmaciones hechas en el reporte. Bill Ottman, CEO de Minds, reconoció los problemas descritos en el informe y dijo que Minds estaba trabajando en ello.

### Contenido y moderación
En una entrevista de 2018 con TechCrunch, el fundador y director ejecutivo Bill Ottman dijo que la misión de Mind era "libertad en Internet con privacidad, transparencia, libertad de expresión dentro de la ley y control del usuario". Minds ha sido descrito como menos riguroso que las redes sociales convencionales con respecto a la eliminación de contenido objetable. Los términos de servicio de Minds prohíben el doxing, la incitación a la violencia, la publicación de contenido terrorista y el acoso directo a otros usuarios. Un artículo de Wired de 2018 señaló que el discurso de odio no fue prohibido e informó que "la gran mayoría del contenido de Minds es inocuo, pero aparecen publicaciones que constituirían discurso de odio en otras plataformas". Ottman ha dicho que se opone a eliminar el discurso de odio y otro contenido objetable porque cree que puede llamar más la atención sobre ellos, y que se opone a la prohibición del acceso a las redes sociales a los extremistas porque cree que solo sirve para empujar a la gente hacia "otros rincones más oscuros de Internet".
Tras una aparición de Ottman en febrero de 2018 en el programa Tucker Carlson Tonight de Fox News, Media Matters for America describió a Minds como "llena de intolerancia" y describió el contenido del sitio como racista, antisemita y misógino. Vice criticó a Minds en 2019 como un "refugio" para neonazis y grupos e individuos de extrema derecha. En respuesta a las acusaciones de 2019, el sitio removió a varios neonazis y personas pertenecientes a otros grupos de odio.
En 2018, Minds tenía un pequeño equipo que era responsable de vigilar el contenido del sitio y no usaba inteligencia artificial para tratar de detectar contenido que violaba los términos de servicio del sitio. En mayo de 2019, Wired escribió que el equipo de moderación de Minds estaba formado por "unas cinco" personas y que la empresa estaba en proceso de formar un "sistema de jurados" que eliminaría el contenido basándose en los votos de sus usuarios.
En enero de 2021, después de que Parler, otra red social de tecnología alternativa, fuera desconectada por Amazon Web Services, los antiguos usuarios de ese sitio comenzaron a migrar a Minds.